# Tamaki Nami Reproduct Best
Tamaki Nami Reproduct Best es un álbum de remixes publicado por la cantante pop japonesa Nami Tamaki el 25 de marzo de 2009. El álbum es una compilación de todos los remixes de Nami Tamaki. Tiene algunos remixes totalmente nuevos, así como algunos de los sencillos anteriores.

## Lista de canciones
| N.º | Título                                                               | Duración |  |
| 1.  | «Brightdown -Electrostatics Mix-» (Remix de Metalmouse)              | 4:18     |  |
| 2.  | «Prayer -Brilhando Mix-» (Remix de applebonker)                      | 4:58     |  |
| 3.  | «Sanctuary -Instantiation Mix-» (Remix de PAX JAPONICA GROOVE)       | 5:49     |  |
| 4.  | «Realize -KZ Strictly Uptempo Mix-»                                  | 4:53     |  |
| 5.  | «Heroine -Inner Light Mix-» (Remix de DJ Deckstream)                 | 4:27     |  |
| 6.  | «Promise -Dub's Sentimental dub Mix-» (Remix de Dub Master X)        | 5:56     |  |
| 7.  | «Fortune Reproduction ～Radiata Mix～»                               | 5:45     |  |
| 8.  | «Result -Drive You Crazy Mix-» (Remix de Oddity)                     | 4:26     |  |
| 9.  | «Shining Star ☆忘れないから☆ -Galaxy Sympathy Mix-» (Remix de CMJK)  | 5:22     |  |
| 10. | «MY WAY Reproduction -Original Mix-»                                 | 4:33     |  |
| 11. | «Reason Reproduction ～flash-forward mix～»                          | 4:32     |  |
| 12. | «CROSS SEASON -After Graduation Mix-»                                | 5:32     |  |
| 13. | «Believe -Evidence01 Mix-»                                           | 5:06     |  |
| 14. | «大胆にいきましょう↑Heart & Soul↑ -UK Club Mix-» (Remix de THE WHIP) | 6:10     |  |
| 15. | «Believe -JXL Deep Vocal Mix-» (Remix de Junkie XL)                  | 6:05     |  |